# 4finance
4finance – grupa kapitałowa skupiająca firmy z obszaru cyfrowych usług finansowych. Dyrektorem zarządzającym jest Kieran Donnelly. Wyniki finansowe grupy są regularnie publikowane na stronie internetowej grupy.
Powstała w 2008 roku na Łotwie. Obecnie działa w: Bułgarii, Czechach, Filipinach, Grecji, Litwie, Łotwie, Hiszpanii, Rumunii, Meksyku, Wielkiej Brytanii i Szwecji. W swoim portfelu spółka posiada takie marki jak Vivus, SMSCredit, Zaplo, Kimbi, Ondo czy TBI Bank. 
Model biznesowy 4finance zakłada w głównej mierze dystrybucję produktów finansowych za pośrednictwem kanałów internetowych. Grupa posiada również swój bank.

## 4finance w Polsce
W Polsce Grupa 4finance rozpoczęła działalność operacyjną w lipcu 2012 roku poprzez spółkę Vivus Finance, sprzedając produkty pod markami Vivus.pl oraz Zaplo.pl, stając się największym polskim pożyczkodawcą online. 
W kwietniu 2022 roku poinformowano o wyjściu polskiego oddziału z grupy kapitałowej 4finance. Całość udziałów została wykupiona od dotychczasowego właściciela przez ówczesną prezes, Ewę Wernerowicz. Marki Vivus oraz Zaplo pozostały na polskim rynku, od lipca 2022 są zarządzane przez spółkę Soonly Finance, która zastąpiła Vivus Finance. 